# Relazioni bilaterali tra Francia e Principato di Monaco
Le relazioni bilaterali tra Francia e Principato di Monaco fanno riferimento ai rapporti diplomatici ed economici tra la Francia ed il Principato di Monaco che sono in regime di relazione speciale.

## Storia
Fu solo nel 1419 che il Monaco poté ottenere la piena sovranità del proprio territorio dalla Francia dopo che Lamberto Grimaldi riuscì a convincere re Carlo VIII di Francia a concedergli l'indipendenza. Re Luigi XII riconobbe l'indipendenza di Monaco con la firma di un documento apposito nel 1512, nel quale i sovrani monegaschi dichiararono inoltre alleanza perpetua coi re di Francia. Nel Seicento, fu la figura di Onorato II di Monaco a rafforzare i legami con la Francia, mantenendoli stabili per i successivi duecento anni. Nel Trattato del 2 febbraio (1861), Carlo III cedette la sovranità monegasca delle città di Mentone e Roccabruna alla Francia in cambio della piena riconoscenza dell'indipendenza del principato. A seguito della prima guerra mondiale, un trattato siglato il 27 luglio 1919, oltre all'art. 436 del Trattato di Versailles, posero Monaco sotto una limitata protezione della Francia ancora una volta pur affermando l'esistenza di specifiche speciali relazioni che ne regolavano i rapporti. Queste relazioni perdurano ancora oggi nella misura del fatto che il governo francese è chiamato a prendere le difese militari di Monaco in quanto quest'ultimo governo dispone unicamente di piccole forze di polizia.
Nel 2002, le leggi derivate dal Trattato di Versailles che governavano le relazioni tra Monaco e Francia vennero rinegoziate. Le rettifiche finali del 2005 posero in questo senso nuovi termini: la rappresentanza della Francia nel principato venne elevata con l'istituzione di un'ambasceria anziché un semplice consolato; venne permesso ad altri paesi stranieri di accreditare propri ambasciatori presso il principato di Monaco e venne formalmente riconosciuta la casata regnante dei Grimaldi a capo del principato estendendone la successione anche alle figlie del principe regnante e ad altri membri della famiglia principesca.

## Legami economici
Il Servizio europeo per l'azione esterna ha lavorato con Monaco nelle sue iniziative per le relazioni con la Francia. Monaco è stata pertanto a suo tempo integrata nello Spazio Schengen. Il Consiglio dei Ministri europeo ha autorizzato la Francia a negoziare un accordo monetario che permettesse a Monaco inter alia di utilizzare l'euro come moneta ufficiale di stato, garantendo status legale alla quantità di euro coniati dal piccolo stato. Monaco ha inoltre siglato un accordo con la Francia per quanto riguarda le applicazioni delle normative del Servizio europeo per l'azione esterna in materia di prodotti cosmetici, farmaceutici e medici dal 1 maggio 2004.
Monaco è inoltre culturalmente integrata alla Francia, fatto che le permette di partecipare anche al sistema di mercato dell'Unione Europea. Monaco ha adottato l'euro come propria moneta ufficiale dal 1 gennaio 2002.

## Le politiche monegasche
Nel 1962, il rifiuto di Monaco di imporre tasse ai suoi residenti ed al mercato internazionale, causarono dei problemi nelle relazioni con la Francia. Ad ogni modo, questi scontri vennero risolti con un accordo che prevede che i cittadini francesi con meno di cinque anni di residenza a Monaco e le compagnie che conducano più del 25% del loro fatturato fuori dal paese, possano essere tassati dalla Francia. Questa crisi portò anche ad una nuova costituzione ed alla restaurazione del Consiglio nazionale. Tra gli editti della nuova costituzioni vi furono la nomina del principe di un Consiglio di Governo composto tra gli altri anche dal Ministro di Stato. I membri di questo Consiglio sono i rappresentanti del principe e sono incaricati delle relazioni esteri, dei servizi esecutivi diretti, della polizia e del Consiglio di Governo. Vi è inoltre un delegato all'economia ed alle finanze di stato, uno per gli affari interni ed uno per gli affari sociali. Tutti i ministri devono ricevere l'approvazione del principe.
Il sistema legale di Monaco è inoltre modellato sulla base del Codice Napoleonico e pertanto risulta estremamente simile a quello francese.

## Relazioni culturali
I due stati utilizzano entrambi il francese come lingua ufficiale, anche se il dialetto monegasco derivato sia dal francese che dall'italiano, ed una gran varietà di dialetti liguri sono estremamente comuni da reperire sul territorio del principato. I legami etnici di Monaco con la Francia inoltre interessano circa metà della popolazione, mentre l'altra metà è occupata dagli italiani. La cucina francese è anch'essa prevalente a Monaco.

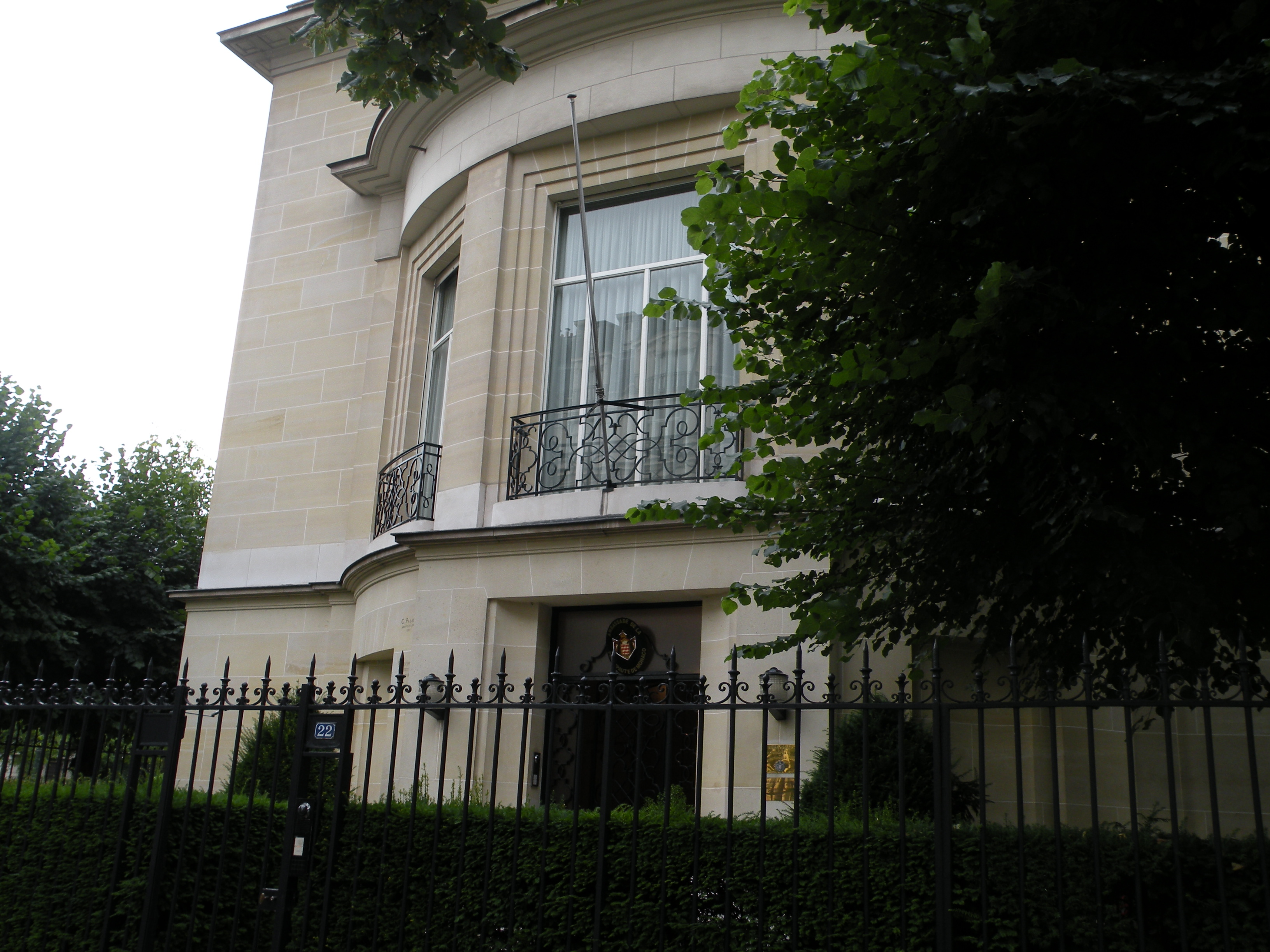
L'ambasciata di Monaco a Parigi

Circa i due terzi dei 30.000 posti di lavoro di Monaco sono occupati da lavoratori francesi e italiani.

## Missioni diplomatiche residenti
- La Francia dispone di una propria ambasciata a Monte Carlo.[8]
- Il principato di Monaco dispone di una propria ambasciata a Parigi.[9]